# Епринцев, Олег Леонидович
Олег Леонидович Епринцев (род. 19 марта 1962, Карабулак, Чечено-Ингушская АССР) — советский и российский футболист, игрок в мини-футбол. Выступал за мини-футбольную сборную России, участник ЧМ-1992. Тренер.

## Биография
В советское время Епринцев играл в составе раменского «Сатурна». В 90-е увлекся мини-футболом, играл за московский КСМ-24, в составе которого стал чемпионом СССР по мини-футболу. При этом в летнее время уезжал играть в большой футбол в Финляндию, а в зимнее возвращался снова в Россию.
В составе мини-футбольной сборной России играл на ЧМ-1992.
Неоднократный чемпион Финляндии по футзалу.
Епринцев завершил игровую карьеру в финском ТП-47. Через некоторое время он возглавил эту команду.
В 2004—2005 играл в шведском клубе 4-го дивизиона «Хапаранда», после чего снова вернулся в Финляндию.
В 2009 году покинул пост главного тренера, однако остался в структуре клуба, больше занимаясь «политическими» и педагогическими моментами в команде.
С 2010 работал в финском клубе Паллосеура Кеми Кингс в качестве главного тренера, с 2011 спортивного директора.
В июне 2012 снова перешёл на работу в финский клуб ТП-47 Tорнио в качестве главного тренера.
В настоящее время работает в клубе по футзалу ФКТ (Кеми).

## Достижения
- Чемпион СССР по мини-футболу 1991